# Горњи Улишњак
Горњи Улишњак је насељено мјесто у општини Маглај, Федерација Босне и Херцеговине, БиХ. Према попису становништва из 2013. у насељу је живјело 106 становника.

## Историја
Најмлађи одликовани борац Војске Републике Српске Споменко Гостић сахрањен је у овом селу.